# قوطي أمريكي جنوبي
قوطي أمريكي جنوبي (الاسم العلمي: Nasua nasua) (بالإنجليزية: South American Coati)‏ هو نوع من الحيوانات يتبع جنس القوطي من الفصيلة الراكونية.